# إرنان كورتيس
إرنان كورتيس مونروي بيثارو ألتاميرانو أو هرناندو كوريتس (1485م - 1547م).

(بالإسبانية: Hernán Cortés Monroy Pizarro Altamirano)، وهو جندي مغامر إسباني كونكيستدور فتح إمبراطورية الآزتيك في بلاد المكسيك، ولقد ولد في مدينة مدلين، بطليوس، في إسبانيا - وتوفي في بلدة كاستييخا دي لا كويستا، في مقاطعة إشبيلية، بإسبانيا، وكان إرنان كورتيس قد فتح أمام إسبانيا مصادر الثروات المعدنية الهائلة، ولكنهُ في عملهِ هذا دمّر الحضارة المكسيكية القديمة والمعروفة بحضارة الآزتيك، وتصرَّف رجاله بأبشع أنواع القسوة مع الهنود الحمر، كما استطاع أكتشاف شبه جزيرة كاليفورنيا.

## نشأته
ولد كورتيس عام 1485م، في أسرة متوسطة الدخل في بلدة مدلين جنوب غرب إسبانيا، ودرس القانون لفترة وجيزة قبل أن يشرع في الإبحار من موطنه إلى العالم الجديد بحثاً عن الثروة والمغامرة وهو في سن التاسعة عشر من عمره، وبعد عدة سنوات من اشتغاله بالزراعة في جزيرة لا إسبانيولا بالكاريبي إنضم عام 1511م إلى الحملة العسكرية بقيادة دييغو فيلاثكيث التي أحتلت كوبا وعقب ذلك الانتصار نصب كورتيس عمدة لمدينة سانتيجو وتزوج شقيقة زوجة فيلاثكيث.
بعد ذلك منح فيلاثكيث الإذن لكورتيس عام 1518م، ليشكل قوة صغيرة لاستكشاف المكسيك التي كان الإسبان قد زاروها أول مرة في عام 1517م، وقد حاول فيلاثكيث بعد ذلك العدول عن قراره بتعيين كورتيس قائد للحملة إلا ان محاولاته جاءت متأخرة إذ لم يمنع ذلك كورتيس من الإبحار غرباً في فبراير 1519م، بأسطول مكون من إحدى عشرة سفينة، وعلى رأس قوة صغيرة مسلحة بالبنادق القديمة المعروفة بالمسكيت والخيول.
أستكشف كورتيس ساحل شبه جزيرة يوكاتان قبل أن ينزل في تاباسكو التي لم يقابل فيها أي صعوبة تُذكر لإخضاع السكان المحليين وعلى الرغم من أن السكان المحليين لم يكونوا يملكون ما يفيد فقد دلوا كورتيس على الكنوز والثروات الهائلة لإمبراطورية الأزتك والتي تتركز في مناطق بعيدة في العمق فقام كورتيس بتحريك قواته لمسافة قصيرة بإتجاه الشمال وأنشأ ما أصبح يُعرف بميناء فيراكروث (Veracruz) ليخطط منه للتقدم ضد مملكة الأزتيك ويُقال أنه أحرق السفن بعد الوصول إلى اليابسة لمنع أفراد قوته المكونة من 600 جندى من الفرار، فأخذ كوريتس شعب الآزتيك على حين غرة، وساومهم، ثم غدر بهم، وهاجمهم، ودمَّر عاصمتهم تينوتشتيتلان وأسر ملكهم مونتيزوما الثاني، ثم فكّك آلتهم الحكومية بأسرها، وحوَّلهم جميعاً نبلاء وعامة الشعب على السواء إلى عبيد.

## بداية احتلال شاطيء المكسيك
في صباح يوم 4 مارس/أذار 1519م، ظهر على شاطيء المكسيك أسطول بحري مكون من 11 سفينة أسبانية بقيادة إرنان كورتيس، وكان يبلغ من العمر 34 عاما، ولقد كان جوان دي جريجاليف الأسباني الرحالة أول من تكلم عن معابد ضخمة ومدن رائعة تقع مختبئة بين غابات وجبال المكسيك، فصمم كورتيس على أن يحتلها ويقهرها ويجعلها تحت سيطرة إسبانيا، وبعد أن رست سفن كورتيس في منطقة يوكاتان ثم في تاباسكو، حيث أخضع الهنود الحمر بها ثم تصادق معهم، وشرع بالأقلاع بسفنه من سان جوان دي ألو وبصحبته 500 جندي وعدد قليل من الخيول والبنادق والمدافع، وأوعز إلى رجاله بأن ينتخبوه قائدا لهم للتخلص من سلطة فيلاثكيث الضابط ورئيس كورتيس في كوبا، كما قام كورتيس بتأسيس مدينة فيراكروز.
وفي نفس هذا الوقت كان مونتيزوما الثاني هو إمبراطور الهنود الحمر في مملكة الأزتيك، قد سمع عن مقدم أجانب فأرسل إليهم وفودا تحمل هدايا ثمينة، ولقد تأثر كورتيس بهذا الدليل الواضح على الثراء، فقرر احتلال مدنهم، وفي 16 أغسطس/آب توجه مع رجاله إلى عاصمة الأزتيك تينوتشتيتلان وتقدموا خلال المستنقعات والغابات، أحيانا يقاتلون وأحيانا أخرى كان يقابل بالترحاب من قبائل الهنود الحمر، وفي الأيام الأولى من شهر نوفمبر/تشرين الثاني وصل كورتيس مع جنوده إلى هدفهم، حيث وجدوا مدينة غريبة وجميلة، بدت في عيون الأسبان كبقعة ساحرة، بما فيها من منازل بيضاء وحدائق غناء مقامة على جزيرة في بحيرة المكسيك، وقد وصف برنال دياز وهو جندي أسباني فظ، إشترك في العديد من حملات الأسبان ضد الهنود الحمر، في كتابه (التاريخ الحقيقي لقهر المكسيك) ثروة المدينة والتضحيات البشرية التي وقعت هناك وعظمة الأمبراطور مونتيزوما.

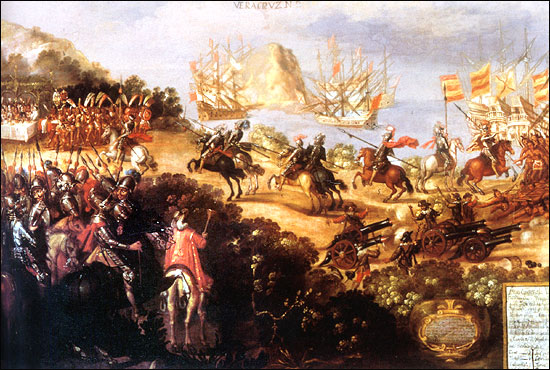
صورة تمثل وصول اسطول سفن كورتيس إلى شاطيء المكسيك

وعندما كان كورتيس في طريقه إلى المدينة تينوتشتيتلان، قابله مونتيزوما. وحيا الأسبان بلا عداوة، اعتقادا منه بأن كورتيس، إن هو إلا تجسيد لكويتز الكوتل، إله الأزتيك، وكان يخشى أن يقتله خوفا من تدنيس المقدسات، وقد أظهر كورتيس قليلا من العرفان بالجميل إزاء هذا الترحاب، وأحتفظ بمونتيزوما كرهينة في القصر الملكي ولم يقتله، حيث أحتل الأسبان القصر الملكي، وعلى الرغم من ذلك كان شعب الأزتيك مسالما ولم يهب ضد القادمين الجدد، ولعدة شهور مضت بدا الأمر وكأن السلام مستتب، ولكن من المحال دوام الحال.

## الهزيمة المؤقتة لكورتيس

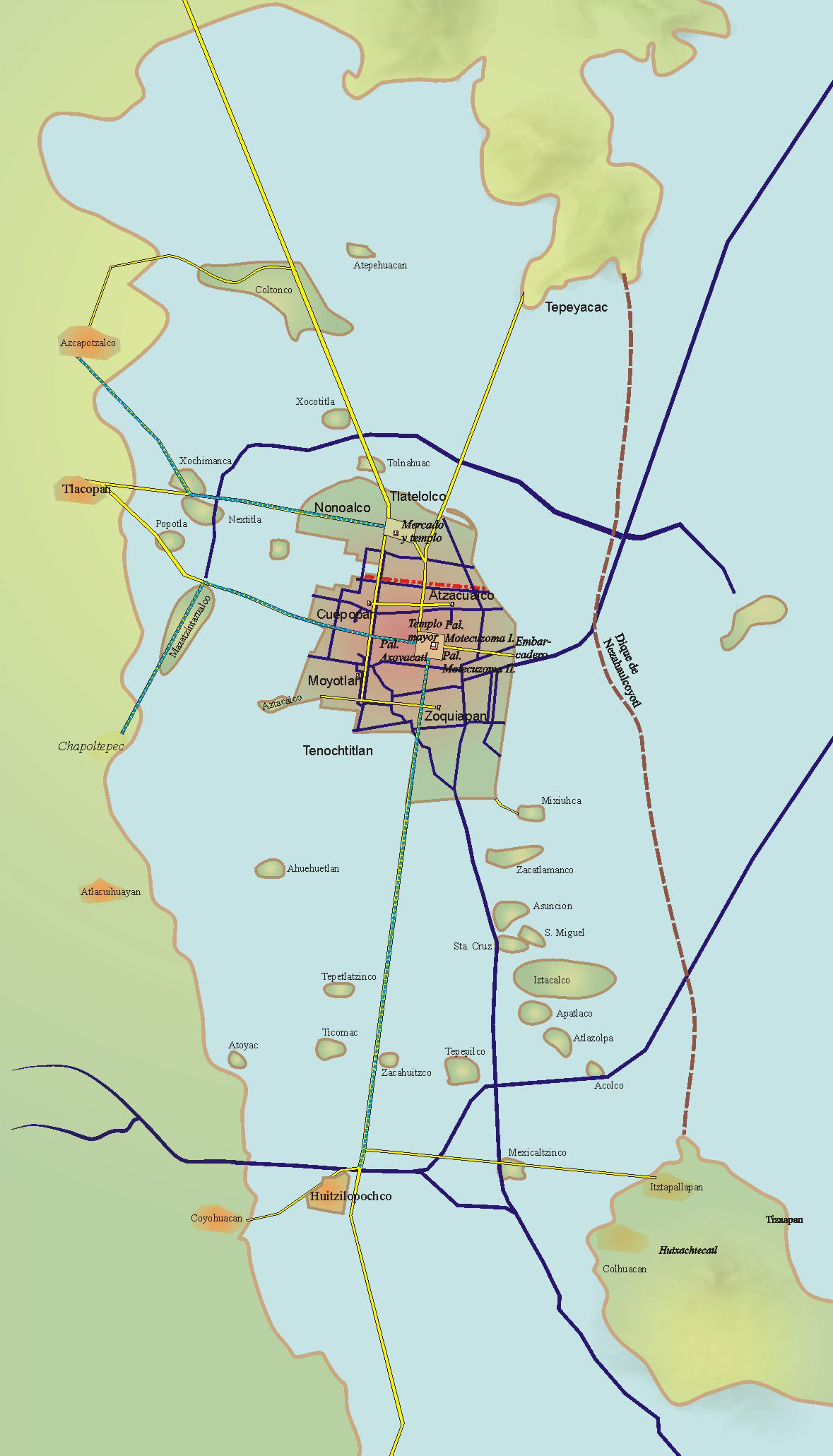
في الطرف الغربي لبحيرة تِشْكُوكُو، تحتل تينوتشتيتلان الجزء الجنوبي في جنوب الجزيرة في وسط الخريطة تحت الخط الأحمر

علم كورتيس ان الضابط فيلاثكيث وهو رئيسه في كوبا قد أرسل نارفيز لاخضاعهِ فأسرع إلى فيراكروز لملاقاة القادمين الجدد، وأثناء تغيبه حدث تجمع كبير في العاصمة تينوشتتلان، حيث كان يقام عيد مقدس ديني، وكان ينقص نائب كورتيس ما عند رئيسه من تفهم لحضارة الأزتيك، فلما زاد الشعور لديه بالخطر قام بقتل أعداد كبيرة من الناس المسالمين، فضجت العاصمة بالغضب وتهيج الناس، وأضطر الجنود الأسبان إلى التحصن في القصر الملكي، فلما عاد كورتيس وجد المدينة تغلي بالغضب، وفي تلك الأثناء حاول الملك مونتيزوما الهرب ولكنهُ قتل، وازداد الوضع هيجانا، فأضطر كورتيس إلى الهروب ومغادرة المدينة مع جنوده، وحملوا معهم كنوز الأزتيك، وعندما كانوا يعبرون الممر خارج المدينة، أنقض عليهم شعب الأزتيك وقتلوا وجرحوا منهم الكثير، وخلال تلك المعارك فقدت معظم كنوز مملكة الأزتيك في أعماق مياه بحيرة المكسيك، سُميت هذه الحادثة بلَيْلَةُ الأحْزان.

## معركة احتلال عاصمة الأزتيك
بعد هزيمته المؤقتة في عاصمة الأزتيك تينوتشتيتلان أنسحب كورتيس إلى قبيلة تلاكس كالان الصديقة له، ودعم جيشه بمتطوعين من أطقم السفن الأسبانية وبنى سفنا شراعية ضخمة ثم نقلها مفككة إلى بحيرة المكسيك، وهناك قام بتجميعها وتزويدها بالمدافع، ولم يستغرق الأمر إلا قليلا حتى تم تطهير البحيرة من مقاومة الأزتيك. وقام كواتيموك ابن أخ مونتيزوما بلم شمل شعبه وقاتل ببسالة ولكن بعد حصار أستمر عدة أشهر للمدينة، تحولت العاصمة تينوشتتلان إلى أنقاض حيث تمكن الأسبان من رميها بالمدفعية واستولوا على المدينة في شهر أغسطس/آب 1521م، ووقع الملك كواتيموك أسيرا لدى الأسبان، وبعد عدة سنوات قام كورتيس بشنقه، وأعاد الأسبان بناء العاصمة وفعلوا الكثير من أجل تعليم الهنود الحمر الحضارة الأوربية.
وفي عام 1522م، قام الإمبراطور شارل الخامس ملك إسبانيا، بتنصيب كورتيس قائدا عاما لأسبانيا الجديدة، واستمر كورتيس في أعماله باستكشاف البلاد، سواء في المكسيك أم فيما وراءها، وعاش عيشة الأمراء.

## تقاعده ووفاته
وعندما زار كورتيس إسبانيا لأول مرة بعد هجرته الطويلة عام 1528م، كرمه ملك إسبانيا شارل الخامس، ولكن سرعان ما قام اعداءه بالوقيعة ضده، وعندما عاد إلى المكسيك وجد أن سلطانه تلاشى، وفي عام 1540م، عاد ثانية إلى إسبانيا حيث أستقبله شارل الخامس بفتور ورفض أن يقلد هذا القائد أي منصب يليق بمواهبه فتقاعد كورتيس في ضيعته بالقرب من بلدة أشبيلية وبعد ذلك بعدة سنوات فكر في العودة إلى المكسيك مرة أخرى، ولكنه مرض مرضا عضالا وتوفي في شهر ديسمبر من عام 1547م، عن عمر ناهز أثنين وستين عاما، ونقل جثمانه إلى البلد الذي كان قد قهره، ودفن رماده في كنيسة ملحقة بإحدى المستشفيات في مدينة المكسيك.
لقد كان كورتيس رجلاً عسكرياً ذو مواهب عدة استطاع أن يكتشف مملكة الأزتيك ويخضعها للسيطرة في سنوات قليلة، ولكن ذكراه ما زالت مكروهة في شعب المكسيك حتى يومنا هذا، ونجد في أدب الشعب المكسيكي حيث يتعلم الأطفال المكسيكيون في المدارس كيف أحرق مدنهم وعذب شعبهم، وكيف كان الرهبان الأسبان يجلدون العاملات من الهنود الحمر لكي يدفعونهن إلى الأسراع في العمل في بناء الكنائس.
ولا توجد أي آثار باقية لكورتيس أو أي شخص آخر من الذين خلفوه في حكم المكسيك، ويفضل المكسيكيون أن يذكروا بلدهم بالصورة الجميلة التي كان عليها قبل مجيء المحتلين الأسبان، أما الأبطال الحقيقيون في نظر المكسيك هم أناس مثل (جوارييز) الذي حارب من أجل طرد المستعمرين الأوربيين من وطنه.
وبالرغم من ذلك فقد كان لكورتيس وإسبانيا تأثير عميق في حضارة المكسيك فالأسبان هم الذين أدخلوا اللغة الأسبانية والديانة الكاثوليكية الرومانية في تلك البلاد، وفي الوقت الحالي تعتبر الحضارة المكسيكية مزيجا من الحضارات القديمة للهنود الحمر والحضارة الأسبانية.
وربما كان من منجزات إرنان كورتيس هو نقل بذور بعض فواكه المكسيك إلى إسبانيا وهو أول من نقل بذور البندورة الصغيرة الصفراء إلى أوروبا بعد الاستيلاء على مدينة تينوختيتلان، حيث لم تعرف نبتة البندورة أو الطماطة في آسيا وأوروبا قبل غزو الأمريكتين.

## روابط خارجية
- إرنان كورتيس على موقع الموسوعة البريطانية (الإنجليزية)
- إرنان كورتيس على موقع الموسوعة البريطانية (الإنجليزية)
- إرنان كورتيس على موقع إن إن دي بي (الإنجليزية)